# マリア・デ・カスティーリャ
マリア・デ・カスティーリャ（María de Castilla, 1401年9月1日 - 1458年10月4日）は、アラゴン王兼ナポリ王アルフォンソ5世の王妃。カスティーリャ王エンリケ3世と王妃カタリナの娘。

## 生涯
1415年に従兄であるアルフォンソと結婚し、翌1416年の夫の王位継承により王妃となった。2人の間に子供は生まれなかった。なお、1418年にマリアの弟カスティーリャ王フアン2世とアルフォンソ5世の妹マリアが、1420年にマリアの妹カタリナとアルフォンソ5世の弟エンリケが結婚している。
アルフォンソ5世はアラゴン王位と共にバルセロナ伯、およびバレンシア、シチリアの王位を継承していたが、ナポリ王位を争って1442年に獲得した。アルフォンソ5世はたびたび出征を重ねた後、ナポリ王国の征服後はナポリに宮廷を構えてアラゴンやカタルーニャへは戻らなかった。そのため、マリアは夫に代わって摂政としてアラゴン・カタルーニャを治めた。しかし、義弟フアン（後のアラゴン王フアン2世）が生地カスティーリャへ軍事介入したり、アラゴンがナポリへ財政支援を行った影響で窮乏、都市と農村で貴族と職人、役人と農民の対立が深刻化した。国内の問題を抑えきれないマリアはナポリの夫へ手紙を送り、何度もアラゴンへの帰国を嘆願したが却下された。
1458年、夫の死から3か月余り後にバレンシアで死去した。